# Erich Martensen
Erich Martensen (* 5. November 1927 in Schleswig; † 27. Januar 2025) war ein deutscher Mathematiker und Hochschullehrer.

## Werdegang
Martensen studierte Mathematik und Physik in Kiel und Göttingen und wurde 1954 an der Christian-Albrechts-Universität Kiel bei Karl-Heinrich Weise promoviert (Bestimmung des deformierbaren Linienelements aus Differentialinvarianten zweiter und dritter Ordnung in Normalkoordinaten). 1961 habilitierte er sich an der Ludwig-Maximilians-Universität München in Angewandter Mathematik. 1954 bis 1963 war er wissenschaftlicher Mitarbeiter der Max-Planck-Gesellschaft. 1964 wurde er ordentlicher Professor für Mathematik an der TH Darmstadt und 1972 wechselte er auf eine Professur an die Universität Karlsruhe.
Er befasste sich mit Angewandter Analysis (unter anderem Anwendungen in der Geodäsie), Potentialtheorie, mathematischer Physik und numerischer Mathematik (zum Beispiel numerische Quadraturverfahren). Von ihm stammt ein Analysislehrbuch in vier Bänden.

## Schriften
- Potentialtheorie, Teubner 1968
- Analysis, BI Wissenschaftsverlag, Band 1 (Grundlagen der Infinitesimalrechnung) und 2 (Aufbau der Infinitesimalrechnung), 5. Auflage 1992, Band 3 (Gewöhnliche Differentialgleichungen und Ausbau der Infinitesimalrechnung), 4. Auflage 1992
- Analysis, Band 4 (Funktionentheorie und Differentialgleichungen im Komplexen), Spektrum Akademischer Verlag 1995
- Analysis V, BI Hochschultaschenbücher Band 768 (BI 0 Bibliographisches Institut), Mannheim 1972